# Louis Gouffier de Roannez
Pour les autres membres de la famille, voir Famille Gouffier.
Louis Gouffier de Roannez, chevalier de Gonnor, dit le « comte de Roannez » (titre de courtoisie), né en 1648 en Périgord et mort le 22 avril 1734 à Marseille, est un officier de marine français des XVIIe et XVIIIe siècles. Il sert dans la Marine royale, au sein du corps des galères, et termine sa carrière Lieutenant-général des galères.

## Biographie

### Origines et jeunesse
Louis Gouffier de Roannez est issue de la famille Gouffier, seigneurs de Roannais. Il est le deuxième fils de Charles Gouffier (1604-1671), comte de Gonnord et de Maulévrier, et de Madeleine d'Abzac, une des dames d'atours de la reine Anne d'Autriche, mère de Louis XIV, fille de Gabriel d'Abzac, marquis de la Douze et d'Esther de Larmandie. Il est également le petit-fils du 4e duc de Roannais Louis Gouffier.
Il naît en 1648, « dans une terre du Périgord appartenant à sa famille ». Il est amené à Paris à l'âge de sept ans et présenté par son père à Louis XIV qui le tient sur les fonts baptismaux.
Destiné par sa naissance à la profession des armes, il accompagne en 1668 M. de la Feuillade — son cousin par alliance — à la défense de Candie et partage « la gloire que les Français acquirent dans cette expédition ».

### Carrière militaire
Il entre dans la marine obtient et obtient le grade de sous-lieutenant des galères en 1675 ou 1677, puis à celui de lieutenant en 1678. Il parvient au grade de capitaine des galères en 1684 ou en janvier 1685.
Il assiste en cette qualité au siège de Nice puis il est chargé avec deux galères de défendre les côtes de Guyenne menacées par les Anglais. Il rentre en 1703 en mer Méditerranée, stationne quelque temps dans le port de Cette pour intercepter les secours qui auraient pu être envoyés aux révoltés des Cévennes, donne ensuite la chasse aux corsaires qui infestaient la rivière de Gènes, assure le passage d'un convoi destiné à l'armée d'Italie, et, avec quatre galères seulement il fait respecter le pavillon français par les Anglais qui tenaient la mer avec des bâtiments de haut bord. Il est fait chevalier de Saint-Louis en 1694, un an après l'instauration de l'ordre.
Il est employé en 1705 aux sièges des ports du Piémont et contribue à la réduction du château de Nice. Les services du comte de Roannez sont récompensés le 16 décembre 1715 par la place de chef d'escadre et 3 septembre 1720 par celle de lieutenant-général des galères. Peu de temps auparavant, la même année, il avait reçu le grand cordon de l'ordre royal et militaire de Saint-Louis. À toutes les qualités guerrières, il joignait le goût des lettres et cultive toute sa vie la poésie légère avec quelque succès. Nommé membre de l'Académie des sciences de Marseille, il en fréquente les séances avec beaucoup d'assiduité et en est élu président en 1733.
Il meurt à Marseille le 22 avril 1734, après une maladie de six mois, à l'âge de quatre-vingt-six ans. Chalamont de la Viselède prononce son éloge funèbre qui est imprimé dans le premier recueil de l'Académie.

### Sources et bibliographie
- François-Alexandre de La Chenaye-Aubert, Dictionnaire de la noblesse, contenant les généalogies, l'histoire & la chronologie des familles nobles de France, l'explication de leur armes, & l'état des grandes terres du royaume, La veuve Duchesne, 1774 (lire en ligne)
- Louis-Gabriel Michaud, Biographie universelle, ancienne et moderne, vol. 18, Paris, 1817 (lire en ligne)
- Frédéric d'Agay, La Provence au service du roi (1637-1831) : Officiers des vaisseaux et des galères, 2 vol., Honoré Champion, 1er mars 2011